# رسی (کالیفرنیا)
رسی (به انگلیسی: Rossi) یک منطقهٔ مسکونی در ایالات متحده آمریکا است که در شهرستان کینگز، کالیفرنیا واقع شده‌است. رسی ۶۵ متر بالاتر از سطح دریا واقع شده‌است.